# Funtana
Funtana (wł. Fontane) – miejscowość i gmina w Chorwacji, w żupanii istryjskiej. W 2011 roku liczyła 907 mieszkańców.